# 782
Évszázadok: 7. század – 8. század – 9. század
Évtizedek: 730-as évek – 740-es évek – 750-es évek – 760-as évek – 770-es évek – 780-as évek – 790-es évek – 800-as évek – 810-es évek – 820-as évek – 830-as évek
Évek: 777 – 778 – 779 – 780 –  781 – 782 – 783 – 784 – 785 – 786 – 787

## Események

### Bizánci Birodalom
- Al-Mahdí kalifa fia, Hárún ar-Rásíd 95 ezres sereggel tör be a birodalom területére. Elfoglalja Magidát, majd kisebb csapatokat Nakoleia ostromára, illetve portyázni küld, maga pedig a főerővel Konstantinápoly felé indul. Egészen a Boszporuszig, Khrüszopoliszig jut, ám itt a bizánci hadsereg majdnem bekeríti. Az egyik bizánci hadvezér, az örmény Tatzatész titokban átáll az arabok oldalára, így amikor Sztaurakiosz bizánci főminiszter mit sem sejtve tárgyalásra érkezik hozzá, Hárún ar-Rásíd túszként foglyul ejti őt.
- Eiréné bizánci régens súlyos feltételekkel három éves békét köt az arabokkal: 10 ezer selyemöltözéket és évente 70-90 ezer aranydinárt kell fizetnie.

### Európa
- Az erőszakos térítések és a frank feudális rendszer bevezetése miatt ismét fellázadnak a szászok, akiket a dánoktól visszatérő Widukind vezet. Nagy Károly frank király Adalgis kamarást küldi ellenük, aki azonban a sünteli csatában súlyos vereséget szenved és négy gróffal együtt maga is elesik. Nagy Károly maga vonul Szászországba, Verdennél összehívatja a szászokat és azokat, akiket a lázadók támogatásával vádolnak – 4500 embert – lefejezteti.
- Bréma első írásos említése.

## Halálozások
- január 11. – Kónin, japán császár
- Leoba, angolszász apáca

## Fordítás
- Ez a szócikk részben vagy egészben  a(z)   782 című angol Wikipédia-szócikk ezen változatának fordításán alapul.  Az eredeti cikk szerkesztőit annak laptörténete sorolja fel. Ez a jelzés csupán a megfogalmazás eredetét és a szerzői jogokat jelzi, nem szolgál a cikkben szereplő információk forrásmegjelöléseként.